# Nabis (djur)
Nabis är ett släkte av insekter. Nabis ingår i familjen fältrovskinnbaggar.

## Dottertaxa
Dottertaxa till Nabis, i alfabetisk ordning

- Nabis alternatus
- Nabis americanus
- Nabis americoferus
- Nabis blackburni
- Nabis brevis
- Nabis capsiformis
- Nabis curtipennis
- Nabis edax
- Nabis ericetorum
- Nabis ferus
- Nabis flavomarginatus
- Nabis gagneorum
- Nabis giffardi
- Nabis inscriptus
- Nabis kalmii
- Nabis kaohinani
- Nabis kavahalu
- Nabis kerasphoros
- Nabis koelensis
- Nabis limbatus
- Nabis lineatus
- Nabis lolupe
- Nabis lusciosus
- Nabis morai
- Nabis nesiotes
- Nabis nubicola
- Nabis nubigenus
- Nabis oscillans
- Nabis paludicola
- Nabis pele
- Nabis procellaris
- Nabis pseudoferus
- Nabis punctatus
- Nabis roseipennis
- Nabis rubritinctus
- Nabis rufusculus
- Nabis rugosus
- Nabis sharpianus
- Nabis silvicola
- Nabis subrufus
- Nabis sylvestris
- Nabis tarai
- Nabis truculentus

## Bilder

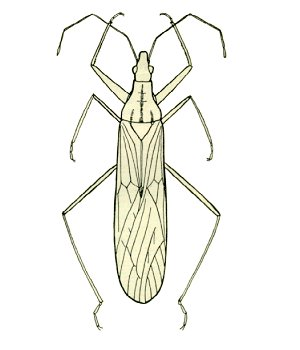
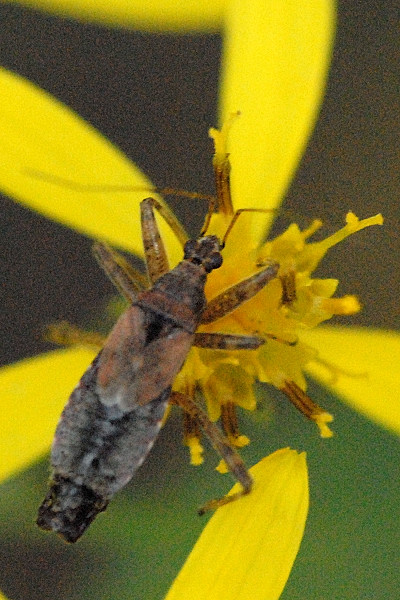